# Stefano Landi
Stefano Landi, född 1587, död 28 oktober 1639, var en italiensk kompositör. Han skrev profan musik (operor och madrigaler) och sakral musik (mässor, responsorier, magnificat). Han verkade under den tidiga barocken, och tillhörde den romerska skolan.
Hans viktiga bidrag till operahistorien var att introducera körscener och utveckling av ensemblescener. Landi har även introducerat instrumentala inledningar till akter. Han var också en av de första att väva in komiska episoder i seriösa operor. Operan La morte d'Orfeo, med kompositörens libretto, från 1619 var den första operan som sattes upp i Rom. En annan opera av Landi är den historiska operan Il Sant'Alessio med libretto av Giulio Rospigliosi, 1632.